# فساد وضع
فساد الوضع هو عبارة عن كون العلة معتبرة في نقيض الحكم بالنص أو الإجماع، مثل تعليل أصحاب الشافعي لإيجاب الفرقة بسبب إسلام أحد الزوجين.